# (3048) Guangzhou
(3048) Guangzhou (1964 TH1) – planetoida z pasa głównego asteroid okrążająca Słońce w ciągu 3,72 lat w średniej odległości 2,4 j.a. Odkryta 8 października 1964 roku.